# Rogier van Saint-Pol
Rogier van Saint-Pol (overleden in 1067) was de eerst bekende graaf van Saint-Pol. Hij behoorde tot het huis Campdavaine.

## Levensloop
De afkomst van Rogier van Saint-Pol is niet duidelijk, maar het feit dat zijn oudste zoon Manasses heette, doet vermoeden dat hij afkomstig was uit de Champagnestreek.
In 1023 werd Rogier voor het eerst vermeld in de contemporaine bronnen, als een van de ondertekenaars van een oorkonde waarin bisschop Warin van Beauvais een broederschap tot stand bracht tussen de kanunniken van zijn kathedraal en de monniken van de Saint-Wastabdij in Atrecht. In deze oorkonde wordt hij nog niet vermeld als graaf. In 1031 omschreef hij zichzelf voor het eerst als graaf van Saint-Pol, in een brief waarin hij de Abdij van Blangy onder de voogdij van de Abdij van Fécamp plaatste, met als doel de eerstgenoemde abdij te hervormen. Ook eigende hij zich het land van Heuchin toe, dat in de buurt van Saint-Pol lag en voorheen in handen was van de Abdij van Sint-Bertinus in Sint-Omaars en waar hij een tiranniek bewind voerde. In 1051 ging de abdij ermee akkoord dat Rogier het land voor de rest van zijn leven mocht behouden, op voorwaarde dat het na zijn dood zou terugkeren naar de abdij.
Rogier van Saint-Pol overleed in 1067 en werd opgevolgd door zijn jongste zoon Hugo I.

## Huwelijk en nakomelingen
Rogier was gehuwd met ene Hadwide, met wie zeker drie zonen kreeg:
- Manasses, overleden tussen 1051 en 1067
- Robert, overleden voor 1051
- Hugo I (overleden in 1070), graaf van Saint-Pol